# Ordine reale guelfo
L'Ordine reale guelfo, talvolta definito anche col nome di Ordine guelfo di Hannover, fu un'onorificenza dell'Hannover e poi inglese.

## Storia
L'ordine cavalleresco venne istituito il 28 aprile 1815 dal principe reggente Giorgio d'Inghilterra (poi re col nome di Giorgio IV), in quanto la casata degli Hannover – reggente nel Regno Unito – era ereditaria anche dei territori tedeschi dell'Hannover. Esso, ad ogni modo, venne conferito anche dalla Corona inglese solo fino alla morte del re Guglielmo IV nel 1837, quando l'unione personale del Regno Unito con il regno di Hannover terminò, ed i due regni vennero divisi pur rimanendo in mano alla stessa casata, ma in rami diversi. Esso continuò ad ogni modo ad essere conferito dai re di Hannover come stato indipendente tedesco. L'onorificenza deve il proprio nome alla Casa dei Guelfi, antichi re di Hannover, da cui discende la famiglia degli Hannover.
L'insegna era costituita dall'emblema del cavallo bianco, che compare nell'arme dell'Hannover e che compariva anche nel grande stemma del Regno d'Inghilterra prima della separazione delle due corone.
L'ordine comprendeva due suddivisioni interne, una civile ed una militare, relative al conferimento delle medaglie. Esso era originariamente suddiviso in tre classi di merito, che il 20 maggio 1841 vennero portate a cinque per merito del Re Ernesto Augusto I di Hannover:
- cavaliere di gran croce
- commendatore di I classe
- commendatore di II classe
- cavaliere
- croce di benemerenza

Con l'annessione dell'Hannover alla Prussia nel 1866 divenne un ordine di famiglia.

## Insigniti notabili col titolo di cavaliere di gran croce
- Giorgio, principe del Galles
- Federico, duca di York e Albany
- Guglielmo, duca di Clarence e St Andrews
- Ernesto Augusto, duca di Cumberland e Teviotdale
- Augusto Federico, duca di Sussex
- Adolfo, duca di Cambridge
- Guglielmo Federico, duca di Gloucester ed Edimburgo
- Sir John Murray
- Sir James Kempt
- George Don
- Henry Paget, I marchese di Anglesey
- Charles Stewart, I marchese di Londonderry
- Arthur Wellesley, I duca di Wellington
- Sir Rowland Hill
- Charles Stanhope, III conte di Harrington
- Sir James Lyon
- Sir James Campbell
- Sir Thomas Maitland
- John Fane, conte di Westmorland
- Stapleton Cotton, I visconte Combermere
- Sir Harry Calvert
- Francis Rawdon-Hastings, I marchese di Hastings
- William Beresford, visconte Beresford
- Benjamin Bloomfield, barone Bloomfield
- George Cholmondeley, I marchese di Cholmondeley
- Francis Seymour-Conway, marchese di Hertford
- John Bourke, IV conte di Mayo
- John Hope
- Sir Colin Halkett
- Alexander Fraser, XVII Lord Saltoun
- Richard Trench, II conte di Clancarty
- Henry Conyngham, I marchese Conyngham
- Samuel Hulse
- Robert Stewart, II marchese di Londonderry
- Brook Taylor
- Sir Herbert Taylor
- Francis Conyngham, marchese Conyngham
- James Duff, IV conte Fife
- Sir Rufane Donkin
- Sir James Gordon
- Giorgio, duca di Cumberland
- Giorgio, duca di Cambridge
- Richard Meade, 3º conte di Clanwilliam
- John Byng, conte di Strafford
- Sir Hilgrove Turner
- Sir William Houston
- Sir Joseph Fuller
- William Fremantle
- George Ashburnham, III conte di Ashburnham
- Sir Henry Halford
- Sir James Steuart-Denham
- John Carpenter, III conte di Tyrconnell
- Richard Curzon-Howe, I conte Howe
- George Boyle, IV conte di Glasgow
- William Hay, XVIII conte di Erroll
- William Wellesley-Pole, conte di Mornington
- Sir Gore Ouseley
- Robert Wilmot-Horton
- George Harrison
- Hussey Vivian, barone Vivian
- Sir John Smith
- George Cockburn
- Sir Thomas Bradford
- Henry Williams-Wynn
- John Keane, barone Keane
- Lucius Cary, X visconte Falkland
- Sir Edward Kerrison
- George Chichester, marchese di Donegall
- James O'Brien, marchese di Thomond
- Lord Amelius Beauclerk
- Sir Thomas Brisbane
- Sir William Hargood
- Martin Hunter
- John Fraser
- Sir Charles Paget
- Constantine Phipps, marchese di Normanby
- Lord Adolphus FitzClarence
- Sir Edward Owen
- Generale Sir William Nicolay
- Sir Isaac Coffin
- Frederick Wetherall
- Charles Vaughan
- Sir Andrew Barnard
- William Keppel, IV conte di Albemarle
- George Campbell, VI duca di Argyll
- William Feilding, VII conte di Denbigh
- Robert Grant
- William Gage
- Charles Nugent
- John Cust, I conte Brownlow
- George Child Villiers, V conte di Jersey
- Sir George Seymour
- William Amherst, I conte Amherst
- Sir William Grant
- Richard Temple-Grenville, duca di Buckingham e Chandos
- Thomas Egerton, II conte di Wilton
- John FitzGibbon, II conte di Clare
- Ralph Darling
- Sir Charles Rowley
- Sir John Slade
- Sir John Beresford
- George Seymour
- Sir Edward Blakeney
- Sir John Colborne
- John Elphinstone, XIII lord Elphinstone
- Sir Charles Grey
- Sir Arthur Farquhar